# Victor Leandro Bagy
Victor Leandro Bagy (* 21. ledna 1983, Santo Anastácio, Brazílie), známý také jako Victor, je bývalý brazilský fotbalový brankář.

## Reprezentační kariéra
V brazilském A-týmu debutoval 10. srpna 2010 proti USA, vychytal výhru 2:0.
Trenér Luiz Felipe Scolari jej vzal na Mistrovství světa 2014 v Brazílii. Brazilci obsadili konečné čtvrté místo a zůstali bez medaile. Na turnaji byl náhradním brankářem.